# 佐藤めぐみ
佐藤 めぐみ（さとう めぐみ、1984年11月17日 - ）は、日本の女優。東京都出身。スターダストプロモーション所属。

## 来歴・人物
- 中学生の時にスカウトされて事務所に入り、主に演技のレッスンを受ける[2]。
- 女優としてのデビューは2001年10月から放送されたTBSのテレビドラマ『3年B組金八先生』（第6シリーズ）[2]。生徒・赤嶺繭子役で連続ドラマ初出演を果たした[3]。さらに同年、大塚製薬「カロリーメイト」のテレビCM（模擬試験篇）に出演。
- 2002年、日テレジェニック2002の4人の中の1人として選出される。その年開催のサッカー日韓ワールドカップのサポーターガールを務める。選出後、DVD『Grace』を発売。同年、18歳の誕生日に、初の写真集『Me-Goo!』を発売。なお同日、同じ事務所（当時）の沢尻エリカも自身初の写真集『P-chu!』を発売、お互いの写真集の中で一部共演。
- 2004年から2005年にかけて、NTTドコモのおサイフケータイのテレビCMに、OL3人組の役（ピッ!とガールズ）で出演[3]。
- 2004年12月、北海道を舞台とした映画『銀のエンゼル』で、準主役・北島由希（主人公の一人娘役）を務める。
- 2005年、初の舞台『世界の中心で、愛をさけぶ』で、ヒロイン・廣瀬亜紀役を演じる。
- 2006年、内村光良初監督映画『ピーナッツ』や、沢尻エリカと再び共演した『タイヨウのうた』を含め、数々の映画・ドラマに出演。
- 2007年、NHK朝の連続テレビ小説『ちりとてちん』で準ヒロイン・和田清海役を演じる。また、同年放送のTBSドラマ愛の劇場『砂時計』で、ヒロイン・水瀬杏の成人後を演じている。『ちりとてちん』出演に連動して、NHK朝の連続テレビ小説のヒロインが慣例で務めるびわ湖開きのミシガン一日船長、NHK奈良放送局開局記念イベント、関西国際空港税関イベント、天神橋商店街のイベントなど多くのイベントにゲスト出演した。
- 趣味はお菓子作り[3]。

## 出演

### テレビドラマ
- 3年B組金八先生（TBS） - 赤嶺繭子 役
  - 第6シリーズ（2001年10月11日 - 2002年3月28日）[3]
  - ファイナル 最後の贈る言葉（2011年3月27日）
- 白い影 その物語のはじまりと命の記憶（2003年1月2日、TBS） - ナース 役
- 最後の弁護人 第6話・第7話（2003年2月19日・26日、日本テレビ） - 水川留美 役
- 真夜中の少女 MAYA 虚空の眼（2003年3月8日、BS日テレ） - 主演・マヤ 役
- FNS27時間テレビ スペシャルドラマ 海のオルゴール（2003年6月28日、フジテレビ）
- ワルシャワの秋（2003年12月23日、関西テレビ）
- 砂の器（2004年1月18日 - 3月28日、TBS） - 桐野カヲル 役
- フジテレビヤングシナリオ大賞 P&Gパンテーンドラマスペシャル 冬空に月は輝く（2004年2月11日、フジテレビ） - 上井江麻 役
- ほんとにあった怖い話 供養の礼（2004年3月6日、フジテレビ） - 青木由香 役
- ドラバラ鈴井の巣 第7回作品 なんてったってアイドル!（2004年10月 - 12月、北海道テレビ） - 小峰さとみ 役
- めだか 最終話（2004年12月14日、フジテレビ）
- H2〜君といた日々（2005年1月13日 - 3月24日、TBS） - 仲田里美 役
- 花より男子（TBS） - 三条桜子 役
  - 花より男子（2005年10月21日 - 12月16日）
  - 花より男子2（リターンズ）（2007年1月5日 - 3月16日）
- 一週間の恋（2006年1月5日、TBS） - 葵りさ 役
- 夜王〜YAOH〜 第4話（2006年2月3日、TBS） - 水谷操 役
- ある愛の詩（2006年3月27日、TBS） - 白石亜美 役
- ドラマスペシャル capsule（カプセル）（2006年4月5日、フジテレビ） - マリア 役
- 劇団演技者。 さよなら西湖クン（2006年5月 - 6月、フジテレビ） - 米田ヒロコ（ヨネ） 役
- タイヨウのうた（2006年7月14日 - 9月15日、TBS） - 松前美咲 役
- マエストロ（2006年9月24日、WOWOW） - 郷田淑美 役
- 弁護士 灰島秀樹（2006年10月28日、フジテレビ） - 灰島弁護士事務所の受付嬢 役
- 関ジャニ∞冬休みドラマスペシャル 蹴鞠師（2006年12月29日 、関西テレビ） - 立花茉莉 役
- 砂時計（2007年3月12日 - 6月1日、TBS） - 主演・水瀬杏（大人）役
- 恋する日曜日第3シリーズ 第16話 ゴーゴーヘブン（2007年4月21日、BS-i） - 主演・森口杏奈 役
- 連続テレビ小説（NHK）
  - ちりとてちん（2007年10月 - 2008年3月） - 和田清海 役
    - ちりとてりん 総集編（2008年5月5日・6日）
- 歌姫 第一話（2007年10月12日、TBS） - ミカ 役（友情出演）
- 長い長い殺人（2007年11月4日、WOWOW） - 中川美咲 役
- アベレイジ 第4話 男子と女子の目の付け所の話（2008年3月28日、フジテレビ） - C子 役
- 世にも奇妙な物語 '08春の特別編 これ……見て……（2008年4月2日、フジテレビ） - 早紀 役
- ロト6で3億2千万円当てた男（2008年7月 - 9月、朝日放送・テレビ朝日） - 坂上由紀江 役
- DRAMATIC-J 8月10日、僕らは花火を上げる…。（2008年8月18日・25日、関西テレビ） - しずか 役
- ルパンの消息（2008年9月21日、WOWOW） - 秋間幸子 役
- サラリーマン金太郎（2008年10月 - 12月、テレビ朝日） - 矢島明美、安西雪乃 役
- 祝女〜shukujo〜（NHK総合）[4]
  - パイロット版1（2008年11月28日）
  - パイロット版2（2009年8月23日）
  - シーズン1（2010年1月10日 - 3月28日）
  - サマースペシャル（2010年8月21日）
  - シーズン2（2010年9月30日 - 2011年3月3日）
  - シーズン3（2011年10月15日 - 2012年2月25日）
- 遥かなる絆（2009年5月、NHK） - 笹岡陵子（娘期） 役
- 遺品の声を聴く男シリーズ（2009年 - 2014年、朝日放送） - 樋口奈央 役
- 月曜ゴールデン シリーズ激動の昭和 最後の赤紙配達人〜悲劇の召集令状64年目の真実〜（2009年8月10日、TBS） - 西邑小菊 役
- 名古屋やっとかめ探偵団（2010年6月20日、東海テレビ） - 橘未来 役
- GOLD 第7話（2010年8月19日、フジテレビ） - 神代沙織 役
- FACE MAKER 第9話（2010年12月2日、読売テレビ） - 如月リリカ・如月信子 二役
- 隠密八百八町 第2話（2011年1月15日、NHK） - 美津 役
- ビート（2011年2月13日、WOWOW） - 児島美智代 役
- 横山秀夫サスペンス 深追い（2011年3月20日、WOWOW） - 小磯裕美 役
- 最後の晩餐 〜刑事・遠野一行と七人の容疑者〜（2011年5月14日、テレビ朝日） - 中森有里香 役
- 名探偵コナン 工藤新一への挑戦状 第4話（2011年7月28日、読売テレビ） - 島原かのん 役
- 秘密諜報員 エリカ 第2話（2011年10月13日、読売テレビ） - 小沢菜々子 役
- 捜し屋★諸星光介が走る!6（2011年11月21日、TBS） - 木村瞳 役
- 謎解きはディナーのあとで 第7話（2011年11月28日、フジテレビ） - 久保早苗 役
- 水戸黄門 最終回スペシャル（2011年12月19日、TBS） - 綾姫 役
- デカ 黒川鈴木 第3話（2012年1月19日、読売テレビ） - 島洋子 役
- 科捜研の女 第11シリーズ 第12話（2012年2月9日、テレビ朝日） - 富永加代 役
- ホリック〜xxxHOLiC〜 第1話（2013年2月24日、WOWOW） - 宍戸美也 役
- 妻は、くノ一（2013年4月5日 - 5月24日、NHK BSプレミアム） - お弓 役
  - 妻は、くノ一 〜最終章〜（2014年5月23日 - 6月20日）
- 間違われちゃった男（2013年4月 - 6月、フジテレビ） - 大友春子 役
- めしばな刑事タチバナ 第3話（2013年4月24日、テレビ東京） - 佐伯素子 役
- 天魔さんがゆく 最終話（2013年9月23日、TBS） - 蘇我あゆみ 役
- 彼岸島（2013年10月 - 12月、毎日放送） - 冷 役
- 落としの鬼 刑事 澤千夏2（2013年12月11日、テレビ東京） - 永井美咲 役
- チーム・バチスタ4 螺鈿迷宮 第1話（2014年1月7日、関西テレビ） - 木下佐和 役
- 花咲くあした（2014年1月5日 - 2月23日、NHK BSプレミアム） - 早乙女純 役
- 相棒 season13 第5話「最期の告白」（2014年11月12日、テレビ朝日） - 北村久美子 役
- 私たちがプロポーズされないのには、101の理由があってだな 第13話（2015年2月3日、LaLa TV） - 彩佳 役
- フラガールと犬のチョコ（2015年3月11日、テレビ東京） - 森田愛海 役
- 犯罪科学分析室 電子の標的（2015年5月13日、テレビ東京） - 天城久美子 役
- 不便な便利屋 第7話（2015年5月23日、テレビ東京） - 木本カエデ 役[5]
- 本棚食堂 第4話（2015年7月28日、NHK BSプレミアム） - 真田麗 役
- 早子先生、結婚するって本当ですか? 最終話（2016年6月16日、フジテレビ） - 松本梓 役（友情出演）
- ヒポクラテスの誓い（2016年10月2日 - 30日、WOWOW） - 柏木裕子 役[6]
- 山女日記〜女たちは頂を目指して〜 第5話 - 第7話（2016年、NHK BSプレミアム） - 宮川希美 役
- みをつくし料理帖（2017年5月13日 - 7月8日、NHK総合） - 早帆 役
  - みをつくし料理帖スペシャル（2019年12月14日・21日、NHK総合）[7]
- フランケンシュタインの恋 第6話（2017年5月28日、日本テレビ） - 幼稚園児のおかあさん 役
- 貴族探偵 第10話・最終話（2017年6月19日・26日、フジテレビ） - 国見奈和 役[8]
- 警視庁ゼロ係〜生活安全課なんでも相談室〜 SECOND SEASON 第5話（2017年8月25日、テレビ東京） - 高梨舞 役[9]
- 新・ミナミの帝王 第14作（2018年1月6日、関西テレビ） - 星野千草 役[10]
- 正義のセ 第5話（2018年5月9日、日本テレビ） - 三宅香織 役[11]
- 忘却のサチコ 第8話・第10話（2018年11月30日・12月14日、テレビ東京） - 尾野真由美 役[12]
- 家売るオンナの逆襲 第9話（2019年3月6日、日本テレビ系） - 新垣美優 役[注釈 1]
- 坂の途中の家（2019年4月27日 - 6月1日、WOWOW） - 穂高真琴 役[15]
- ラジエーションハウス〜放射線科の診断レポート〜 第8話 （2019年5月27日、フジテレビ） - 若井陽子 役[16]
- アンサング・シンデレラ病院薬剤師の処方箋 第2話（2020年7月23日、フジテレビ） - 山口真央 役
- 嫌われ監察官 音無一六 炎上の裏の真実（2020年9月7日、テレビ東京） - 飯島多香子 役[17]
- 4つの不思議なストーリー〜超上ミステリードラマSP「不思議なお守り」（2020年12月27日、フジテレビ） - 見知らぬ女 役[18][19]
- ラブファントム（2021年5月13日 - 7月16日、MBS） - 木村雅江 役[20][21]
- 准教授・高槻彰良の推察 Season2 第6話 - 最終話（2021年11月14日 - 28日、WOWOW） - 長谷部麗子 役[22]
- 拾われた男 Lost Man Found（2022年6月26日 - 8月28日、NHK BSプレミアム・ディズニープラス）- 女優 役[23]
- 神の手（2023年5月15日、テレビ東京） - 青島真由美 役
- あなたがしてくれなくても 第7話 - 第8話（2023年、フジテレビ）- 岩井鞠子 役
- ブラックガールズトーク 第6話（2024年3月11日、テレビ東京） - 半田愛美 役[24]
- バツコイ（2024年10月20日 - 2025年1月5日、BSテレビ東京） - 酒匂レイ 役[25]
- 海に眠るダイヤモンド 第2話（2024年11月3日、TBS） - 栄子 役[26]
- 私の知らない私 第4話（2025年1月30日、読売テレビ・日本テレビ） - 桐田彩名 役[27]
- 最後の鑑定人 第3話・第4話（2025年7月23日・30日、フジテレビ） - 西村葉留佳 役[28]

### その他テレビ番組
- Harajukuロンチャーズ（2001年10月 - 2002年3月、BS朝日）
- アイドル道（2003年4月 - 9月、フジテレビ721）
- 福祉ネットワーク 介護の達人（2003年5月、NHK教育）
- お厚いのがお好き?（2003年5月29日、フジテレビ）
- 晴れ・どきドキ晴れ（2003年10月 - 2004年9月、中部日本放送）
- とんねるずのみなさんのおかげでした モジモジ君HYPER（2005年、フジテレビ） - おねえさん役として何度か登場
- 1億人の大質問!?笑ってコラえて!（2008年5月、日本テレビ）
- 堂本光一と舞台SHOCKの10年（2010年8月18日、NHK総合）
- タビノイロ。〜旅美人への手紙〜（2011年2月8日 - 3月1日、フジテレビ）
- 金曜プレステージ あなたの知るかもしれない世界5「殺人事件の第一発見者になったら」（2013年6月14日、フジテレビ） - 再現ドラマVTRに出演
- パン旅。（2017年10月4日・2019年2月22日、NHK BSプレミアム）
- 旅するドイツ語（2019年9月30日 - 、NHK Eテレ） - 生徒役（旅人）

### 映画
- ウイニング・パス（2004年1月24日公開） - 太田香織 役
- 銀のエンゼル（2004年12月18日公開） - 北島由希 役
- 恋は五・七・五!（2005年3月25日公開） - 藤井夕 役
- ガラスの使徒（つかい）（2005年12月17日公開） - 主演・葉子 役
- 天使（2006年1月21日公開） - 美帆 役
- ピーナッツ（2006年1月28日公開） - 草野みゆき 役
- ラブサイコ 妖赤のホラー 二人の女（2006年7月15日公開）
- 青春☆金属バット（2006年8月26日公開） - ながたにまみ 役
- エクステ（2007年2月17日公開） - 森田由紀 役
- L change the WorLd（2008年2月9日公開） - 三沢初音 役
- カンフーくん（2008年3月29日公開） - 優香先生 役
- 僕の彼女はサイボーグ（2008年5月31日公開） - 女性教師 役
- 花より男子ファイナル（2008年6月28日公開） - 三条桜子 役
- 同窓会（2008年8月16日公開） - 大崎めぐみ 役
- ハッピーフライト（2008年11月15日公開） - 小畑果歩 役
- 鴨川ホルモー（2009年4月18日公開） - 立花美伽 役
- 花のあと（2010年3月13日公開） - 津勢 役
- 神様ヘルプ!（2010年8月7日公開） - 滝島典子 役
- あんてるさんの花（2012年6月16日公開）
- ミロクローゼ（2012年11月24日公開） - 新幹線パーサー 役
- 大奥〜永遠〜［右衛門佐・綱吉篇］（2012年12月22日公開） - 孝子 役
- すーちゃん まいちゃん さわ子さん（2013年3月2日公開） - 岩井美香 役
- クロユリ団地（2013年5月18日公開） - 槇村ひとみ 役
- 抱きしめたい -真実の物語-（2014年2月1日公開）
- サムライフ（2015年2月28日公開） - ミホコ 役
- ハッピーランディング（2015年6月6日公開） - 槙野里美 役[29]
- 彼岸島 デラックス（2016年10月15日公開） - 冷 役[30]
- 夏目アラタの結婚（2024年9月6日公開）[31]

### 舞台
- 世界の中心で、愛をさけぶ（2005年8月 - 9月） - 廣瀬亜紀 役
- Endless SHOCK（2009年2月 - 3月、2010年2月 - 3月、2010年7月） - ヒロイン・リカ役
- 新説・天一坊騒動（2011年4月）
- ロマンサー〜夜明峠編〜（2012年2月 - 3月）
- ハンドダウンキッチン（2012年5月 - 6月） - 前橋真紀 役
- 樹海 -Sea of the Tree-（2012年10月）
- つじたく vol.1（2015年7月7日 - 8日、Zeppブルーシアター六本木）[32]
- エンジェルボール（2018年7月6日 - 16日、サンシャイン劇場 / 7月20日 - 22日、京都劇場 / 7月25日、アステールプラザ） - 伊勢谷仁美／渡部ひまわり 役
- Takayuki Suzui Project Vol.5 OOPARTS「リ・リ・リストラ～仁義ある戦い・ハンバーガー代理戦争」（2019年8月 - 9月）

### テレビアニメ
- こちら葛飾区亀有公園前派出所「目指せ!亀有スーパースター! 〜両津式アイドルへの道〜」（2008年10月26日・11月2日、フジテレビ） - 秋本優 役（声優）

### CM
- 大塚製薬 カロリーメイト 「模擬試験篇」（2001年）
- ロッテスノー 雪印トルコ風アイス マンゴー味（2003年）
- ボーダフォン「ハッピータイム編」（2003年）
- P&G パンテーン（2004年）
- NTTドコモ「ケータイ・デ・ピッ!と」（「iモードFelica」）シリーズ（2004年 - 2005年） - ピッ!とガールズ[3]
- メナード 薬用ビューネ 「モーニング・ビューネ篇」（2006年）
- マスターカード 「priceless：ジャズクラブ」篇（2006年12月 - ）大竹しのぶと共演
- コカ・コーラ ジョージア 「駅篇」（2007年5月 - ）渡哲也と共演
- ジョンソン・エンド・ジョンソン アキュビュー オアシス 「天文学者編」（2008年5月 - ）生井亜実と共演
- ファンケル
  - 「マイルドクレンジングオイル」（2009年4月 - ）
  - 「ウコン革命」（2015年6月 - ）博多華丸・大吉と共演[33]
- ファミリーマート「おそば」（2015年5月 - ）
- ネスレ「キットカットショコラトリーモレゾン」（2016年6月 - ）[34]
- 大東建託（2017年3月 - ）[35]
- 全薬工業「アルージェ」（2017年9月 - ）[36]

### ウェブ
- OCNゲーム【電脳世記マガジンOG】 - ウェイバックマシン（2008年4月23日アーカイブ分） 野球号（2006年）
  - 野球ユニフォーム姿でのグラビア
- ケータイ音楽ドラマ「DOR@MO（ドラモ）」企画「美少女☆蟹工船」（2009年6月 - ） - 風間あゆみ 役
- ラブ・コネクター 〜恋愛工作人〜（2009年7月 - 、BeeTV） - 新見咲子 役
- 電報日和 フジテレビ無料動画サイト 『見参楽（みさんが！）』（2011年10月21日 - ） - 相田幸子役
- ラヴコンシェル（2013年1月21日 - 27日、NOTTV）
- さまぁ〜ずハウス（2018年、Amazonプライム・ビデオ）#11「金庫」 - 古屋由香里 役[37]

### PV
- スキマスイッチ 『雨待ち風』（2005年6月22日）
- 柴咲コウ 『ひと恋めぐり』（2007年3月28日）
- RYTHEM 『Bitter & Sweet』（2007年11月17日）
- 福原美穂 『雪の光』（2009年1月28日）
- HY 『告白』（2010年1月27日）

## 出版

### 写真集
- Me-goo!（2002年11月、ワニブックス） ISBN 484702737X
- MM（2005年9月17日、ワニブックス）[38] ISBN 4847028864

### イメージビデオ
- Grace（2002年、バップ）

### アルバム
- KOICHI DOMOTO 「Endless SHOCK」Original Sound Track 2（2017年4月19日）[39]